# 弗尼乌
弗尼乌（法語：Fenioux，法語發音：[fənju]）是法国德塞夫勒省的一个市镇，属于帕尔特奈区。

## 地理
弗尼乌（46°32'41"N, 0°29'37"W）面积33.65 平方千米，位于法国新阿基坦大区德塞夫勒省，该省份为法国西部内陆省份，北起曼恩-卢瓦尔省，西接旺代省，南至夏朗德省和滨海夏朗德省，东临维埃纳省。
与弗尼乌接壤的市镇（或旧市镇、城区）包括：阿尔丹、庞普利、皮阿尔迪、勒勒塔伊、瑟孔迪尼、伯尼翁-蒂勒伊。

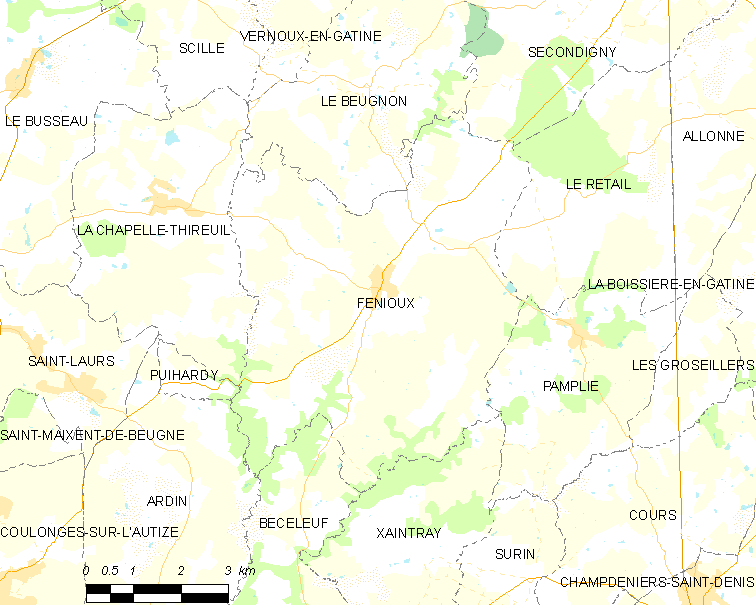
弗尼乌的OSM定位图

弗尼乌的时区为UTC+01:00、UTC+02:00（夏令时）。

## 行政
弗尼乌的邮政编码为79160，INSEE市镇编码为79119。

## 政治
弗尼乌所属的省级选区为欧蒂兹-埃格赖县。

## 人口

1962-2008年间弗尼乌人口变化图示

弗尼乌于2022年1月1日时的人口数量为643人。